# 日本フィギュアスケーティングインストラクター協会
日本フィギュアスケーティングインストラクター協会（英語：Japan Figure Skating Instructor Association）は、日本のフィギュアスケートのインストラクターに関する組織。千葉県松戸市新松戸に本部がある。略称はJFSIA。

## 概要
1964年に稲田悦子、片山敏一、塩田直重、加藤禮子、小林進、西倉幸男、都築章一郎、重野和哉、大武妙子、田中鉄太郎、山下艶子、道家豊の12名のインストラクターで結成された。
東北・北海道、関東、東京、中部、関西、中国四国、九州の地方に会員のインストラクターがいる。
フィギュアスケートにおける資質の高い指導者の育成を行っており、日本スポーツ協会認定の指導者資格制度を取り入れている。1973年からは、毎年6月に行われる懇親会を兼ねての全国総会や、講習会などの活動を行っている。

## 沿革
- 1964年 - 稲田悦子、片山敏一、塩田直重、加藤禮子、小林進、西倉幸男、都築章一郎、重野和哉、大武妙子、田中鉄太郎、山下艶子、道家豊の12名のインストラクターで協会を結成。
- 1973年 - 全国総会を開催。

## 会員
2024年12月現在
- 名誉会員
  - 山下艶子、加藤禮子、加藤好
- 相談役
  - 佐藤信夫
- 副会長兼会計監査
  - 道家豊
- 理事長
  - 佐野稔
- 副理事長
  - 佐藤友美、大西勝敬

## 所在地等
- 事務局：千葉県松戸市新松戸3丁目2番地2号(ダイエーレジャーランド・アイスアリーナ新松戸内)